# Alcudieta (Mallorca)
Alcudieta és una antiga possessió (primerament anomenada simplement Alcúdia) del terme municipal de Lloseta, situada a l'est de la vila. En l'actualitat part d'aquestes terres reben el nom de Can Pau i forma una contrada en la qual s'hi integren diverses propietats. Els seus límits genèrics serien des de la sortida de Lloseta pel Pujant: amb el terme d'Inca, de front; amb el de Selva-Biniamar, a mà esquerra i a mà dreta amb el de Lloseta i Binissalem. Està documentada des del 1241.

## El nom
Segon Joan Coromines és provinent de l'àrab Kúdia 'turó, petit pujol'. És probable que el seu pas posterior a Alcudieta fos per diferenciar el lloc llosetí de la ciutat d'Alcúdia. Com assenyala Jaume Capó el nom coincideix amb la realitat del lloc, situat en els seus orígens sobre el petit coll anomenat pujol d'en Terrassa o pujol d'en Saureta, a Son Batle.

## Història
Al començament era una franja de terra entre la cavalleria dels Togores, el lloc de Biniamar i la vila d'Inca, a l'extrem nord-est del municipi de Binissalem (la formació del municipi separat de Lloseta data de 1822). En el segle xiv apareix anomenada com l'alqueria d'Alcúdia. En el segle xiv ja s'hi produïren diversos establiments de terres. El 1591 Jaume i Miquel Prats vengueren l'alqueria d'Alcudieta a Llucià de Santacília, que el 1503 la vengué a Tomàs Metge. En el segle xvi ja aparegueren les segregacions de Son Metge, Son Coll, Son Bauçà, Son Batle, el Clos d'en Verger, Ca n'Empúries, Son Terrassa, Can Saureta i altres propietats. En el segle xvii les dues unitats més grans, situades sobre l'antiga Alcudieta, són Son Batle (Alcudieta, Son Metge, Son Saureta) i Son Coll (Son Bauçà i part de Son Terrassa).